# Demofont (syn Keleosa)
Demofont (także Demofon, Demofoon; gr. Δημοφών Dēmophón, łac. Demophon, Demophoon) – w mitologii greckiej syn Keleosa i Metanejry, królowej Eleusis, młodszy brat Triptolemosa.
Według legend bogini Demeter, będąca jego piastunką chcąc dać mu nieśmiertelność wkładała go co dzień w ogień, który oczyszczał go z ludzkich słabostek. Demofon rósł w sposób niezwykły przez co jego mamka (lub matka) Praksitea nabrała podejrzeń i poczęła śledzić Demeter. Odkrywszy jej nocne zabiegi, krzyknęła i bogini upuściła dziecko. Tym samym Demofon według jednych wersji zginął, według innej został śmiertelnikiem i pozostał pod opieką piastunki. Ten sam motyw jest wiązany z jego bratem Triptolemosem, i pośrednio z Eleusis.